# Doi Inthanon
Le Doi Inthanon (en thaï : ดอยอินทนนท์) est le plus haut sommet de Thaïlande, avec 2 565 mètres. Il est situé dans la province de Chiang Mai, au nord du pays.

## Toponymie
L'ancien nom, Doi Luang, signifiant en thaï la « montagne royale », a été changé en Doi Inthanon en l'honneur du prince Intha Witchayanon, le dernier roi de Chiang Mai, dont les cendres ont été transférées en 1897 près de son sommet.

## Géographie

### Situation
Le sommet se situe dans le district de Chom Thong, dans la province de Chiang Mai. Il est accessible par la route.

### Hydrographie
Les sources de nombreux cours d'eau font partie du bassin versant de la Mae Ping (tributaire de la Chao Phraya). Sur les pentes inférieures du Doi Inthanon, près du village de la tribu Karen Hill, Ban Sop Had, se trouvent les cascades Wachirathan (thaï : น้ำตก วชิร ธาร), où le Wachirathan (lit. « ruisseau de Diamant ») tombe sur un escarpement de granite. Parmi les autres chutes d’eau figure celle de la Mae Ya.

### Géologie
La montagne est un batholite de granite dans une chaîne de montagnes orientée nord-sud.

### Climat
Le climat du pays est typiquement tropical mais assez frais au sommet de Doi Inthanon. En janvier, la température moyenne est de 6 °C et les températures peuvent parfois descendre au-dessous de 0 °C. De mars à juin, les températures sont agréables en particulier à des altitudes plus élevées. La saison des pluies s'étend d'avril à novembre. Il pleut souvent plus de 2 heures par jour.

### Faune et flore
Les pins et les tecks sont très abondants dans les forêts de la montagne.
On y trouve des roses sauvages ressemblant à celles de Phu Kradueng, la montagne au nord-est de la Thaïlande, où elles sont cependant beaucoup plus grandes, notamment les « roses de mille-années ».

## Activités
Le sommet de Doi Inthanon est une destination touristique internationale, avec un pic de 12 000 visiteurs étrangers et thaïlandais visitant le sommet le Jour de l'An. En plus d'un site touristique, le sommet compte aussi une station de radar météorologique de la Force aérienne royale thaïlandaise et l'Observatoire national thaïlandais (TNO), la principale installation d'observation du cosmos de l'Institut national de recherche astronomique de Thaïlande (NARIT).
Le parc national de Doi Inthanon couvre 482 km2 et s'étage de la plaine située à une altitude de 800 m jusqu'au sommet à 2 565 m.